# Байгозы Наймантайулы
Байгозы Наймантайулы, Байгозы батыр (каз. Байғозы Наймантайұлы; 1705, Коктенколь — 1803, там же) — казахский батыр.

## Биография
Родился в 1705 году в Коктенколе. Происходил из рода Таракты Среднего жуза. Отец Байгозы — Наймантай один из главных батыров хана Тауке (могила Наймантая находится около усыпальницы Ходжа Ахмета Яссауи).
Отец и сын прославились в годы войны с джунгарскими завоевателями в боях при Карасире, Аныракае, Хантау, Кызылтау, Ерейментау, на Иссык-Куле, у Туркестана, Каркаралы.
Умер в 1803 году в Коктенколе. Место, где похоронен Байгозы батыр, называется «Батыр басы» (ныне — на территории Шетского района Карагандинской области).